# Trancozelos
Trancozelos is een plaats (freguesia) in de Portugese gemeente Penalva do Castelo en telt 332 inwoners (2001).